# Vedra
Vedra ist ein Municipio in der autonomen Gemeinschaft Galicien in Spanien. Es gehört der Provinz A Coruña an. 2024 hatte die Gemeinde 4.942 Einwohner auf einer Fläche von 52,78 km².

## Lage
Vedra liegt 18 Kilometer südöstlich von Santiago de Compostela und 54 Kilometer nordöstlich von Pontevedra.

## Bevölkerungsentwicklung der Gemeinde
Quelle: INE-Archiv – grafische Aufarbeitung für Wikipedia

## Gemeindegliederung
Die Gemeinde Vedra ist in zwölf Parroquias gegliedert:
| Parroquias              | Patrozinium          | Einwohner 2024 | Fläche km² | Dichte Einw./km² | Höhe msnm | Ortskennzahl |
| ----------------------- | -------------------- | -------------- | ---------- | ---------------- | --------- | ------------ |
| Illobre                 | Santo André          | 244            | 2,45       | 100              | 133       | 15089010000  |
| Merín                   | San Cristovo         | 121            | 1,73       | 70               | 158       | 15089020000  |
| A Ponte Ulla            | Santa María Madanela | 336            | 3,51       | 96               | 61        | 15089030000  |
| San Fins de Sales       | San Fins             | 478            | 5,61       | 85               | 188       | 15089060000  |
| San Mamede de Ribadulla | San Mamede           | 403            | 5,69       | 71               | 0         | 15089040000  |
| San Miguel de Sarandón  | San Miguel           | 349            | 3,77       | 93               | 173       | 15089080000  |
| San Pedro de Sarandón   | San Pedro            | 225            | 3,61       | 62               | 173       | 15089090000  |
| San Pedro de Vilanova   | San Pedro            | 302            | 5,64       | 54               | 176       | 15089120000  |
| San Xián de Sales       | San Xián             | 781            | 4,89       | 160              | 121       | 15089070000  |
| Santa Cruz de Ribadulla | Santa Cruz           | 725            | 5,42       | 134              | 0         | 15089050000  |
| Trobe                   | Santo André          | 364            | 3,74       | 97               | 87        | 15089100000  |
| Vedra                   | Santa Eulalia        | 691            | 6,76       | 102              | 198       | 15089110000  |

## Wirtschaft
| Ackerbau, Viehzucht und Fischerei                                                  | 0115  | 05,42  |
| Industrie                                                                          | 0274  | 012,91 |
| Bauwirtschaft                                                                      | 0174  | 08,20  |
| Dienstleistungsbetriebe                                                            | 1.559 | 073,47 |
| Total                                                                              | 2.122 | 100,00 |
| * Daten aus dem Statistischen Amt für Wirtschaftliche Entwicklung in Galicien, IGE |       |        |

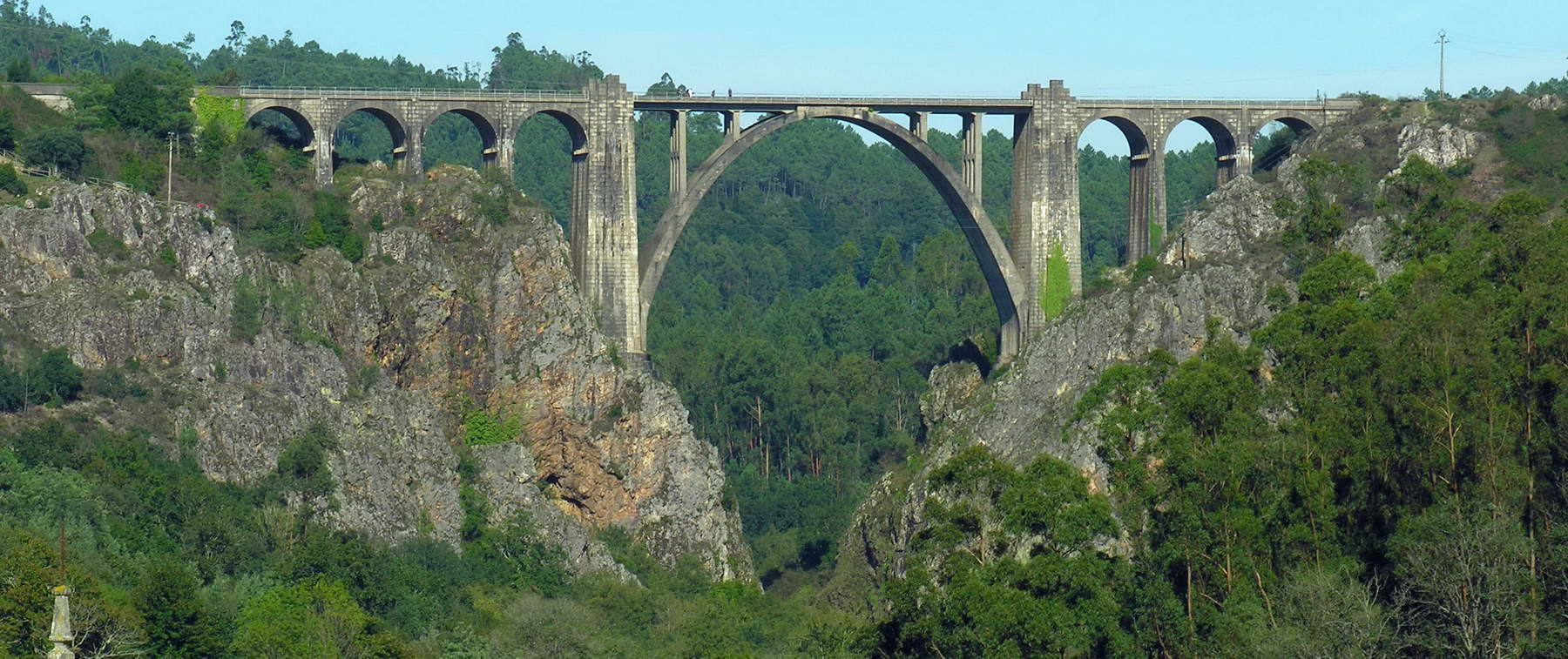
Eisenbahnbrücke über dem Río Ulla
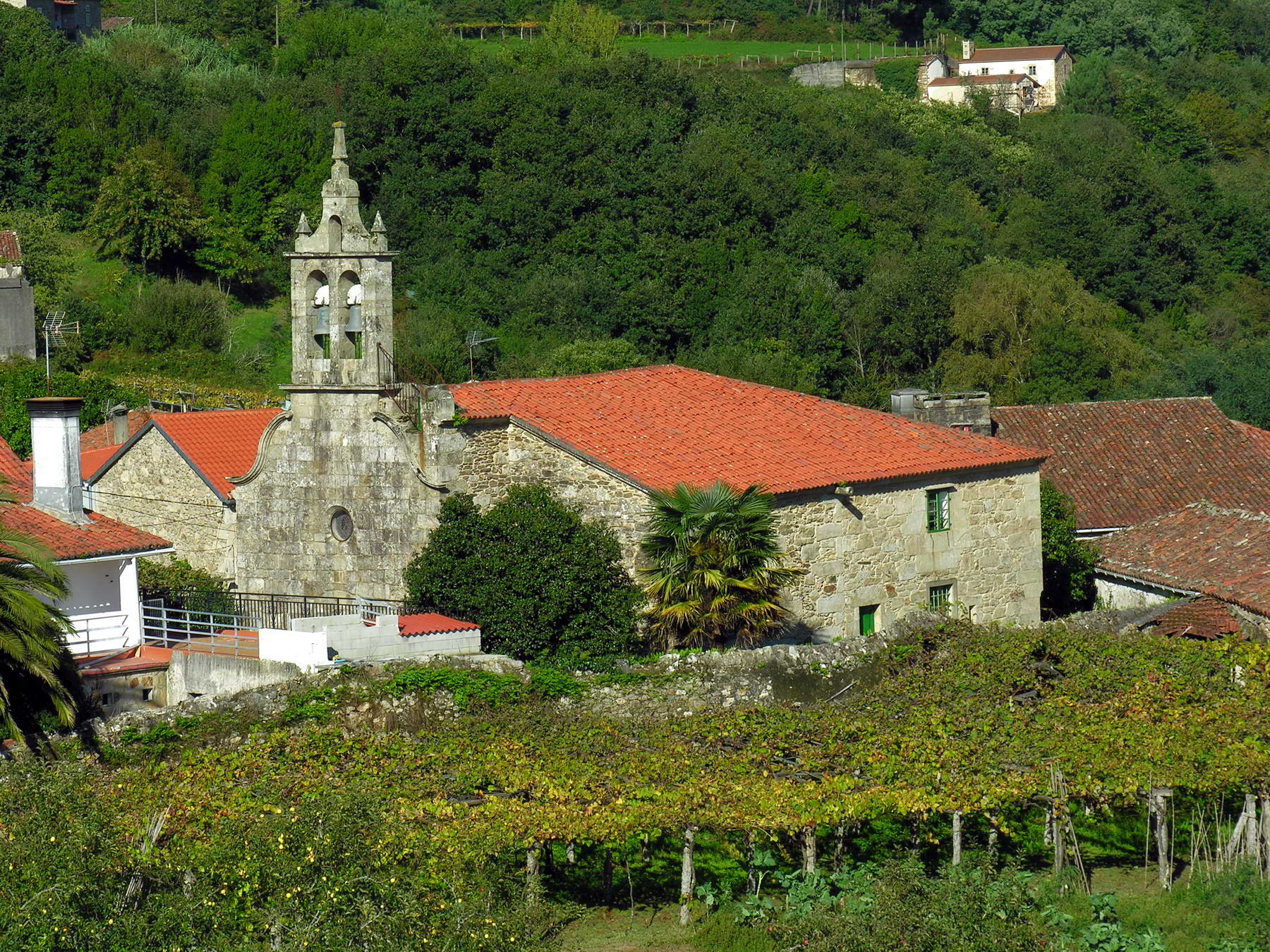
Ponteulla
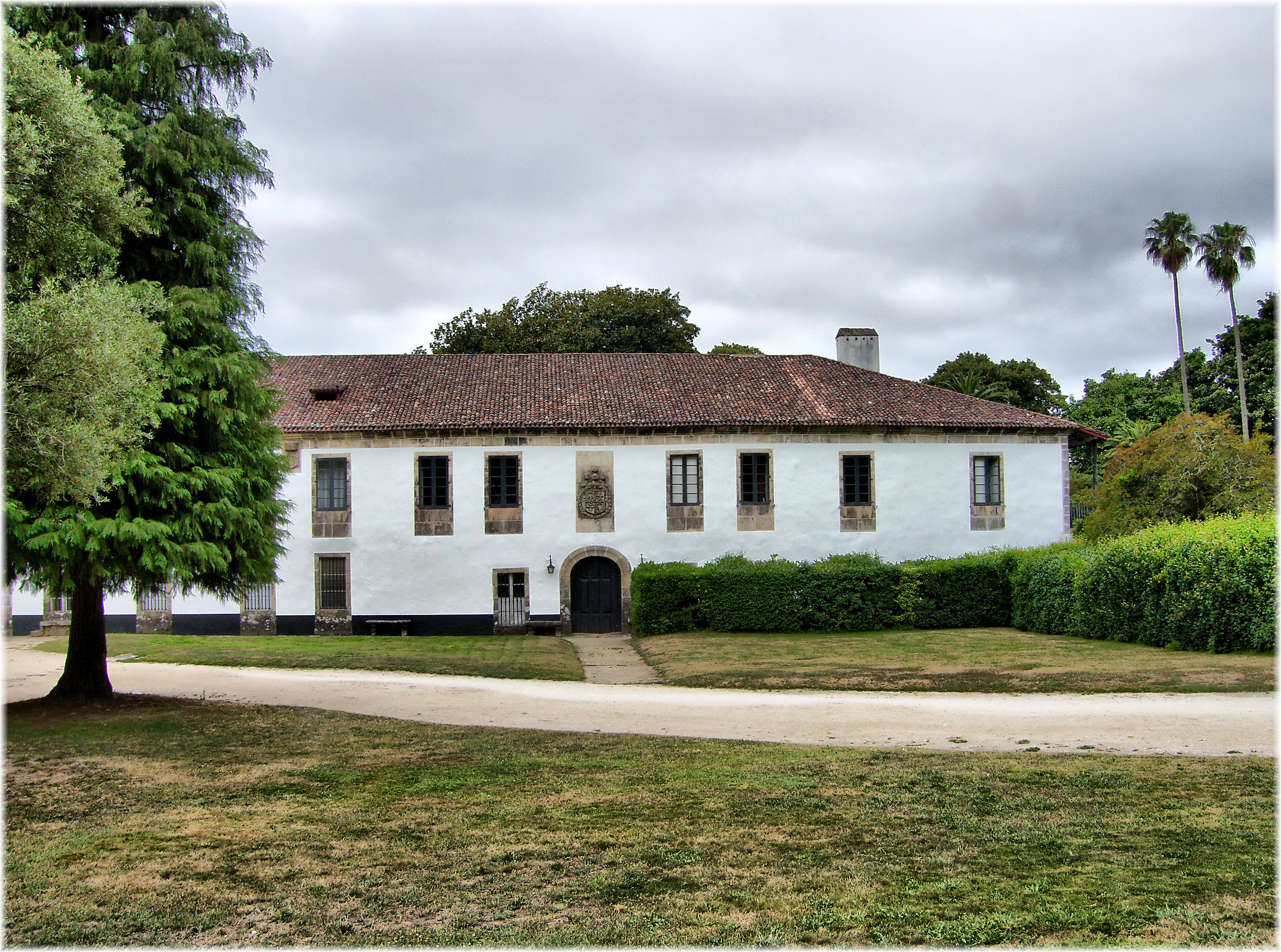
Pazo de Santa Cruz de Ribadulla
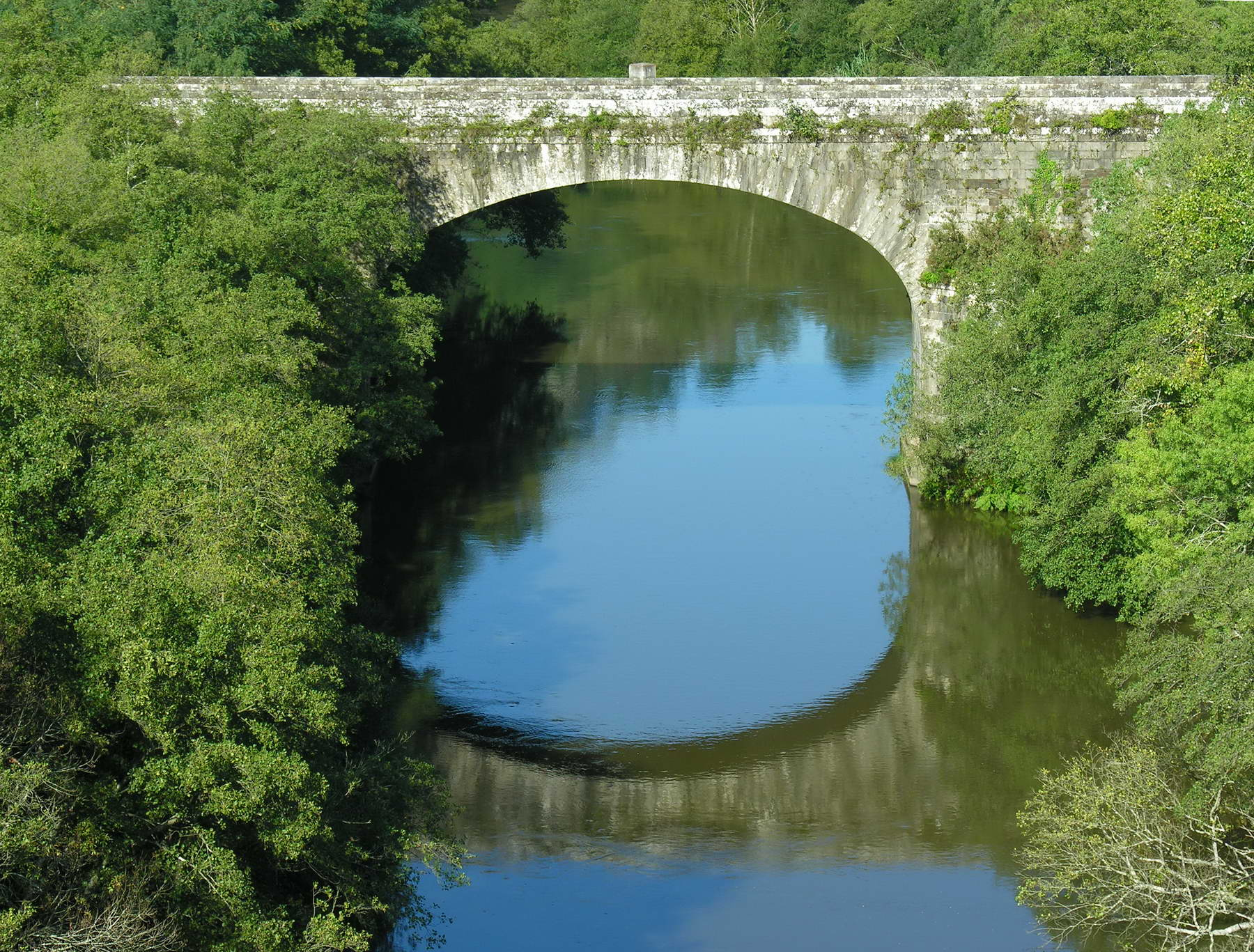
Brücke über dem Río Ulla
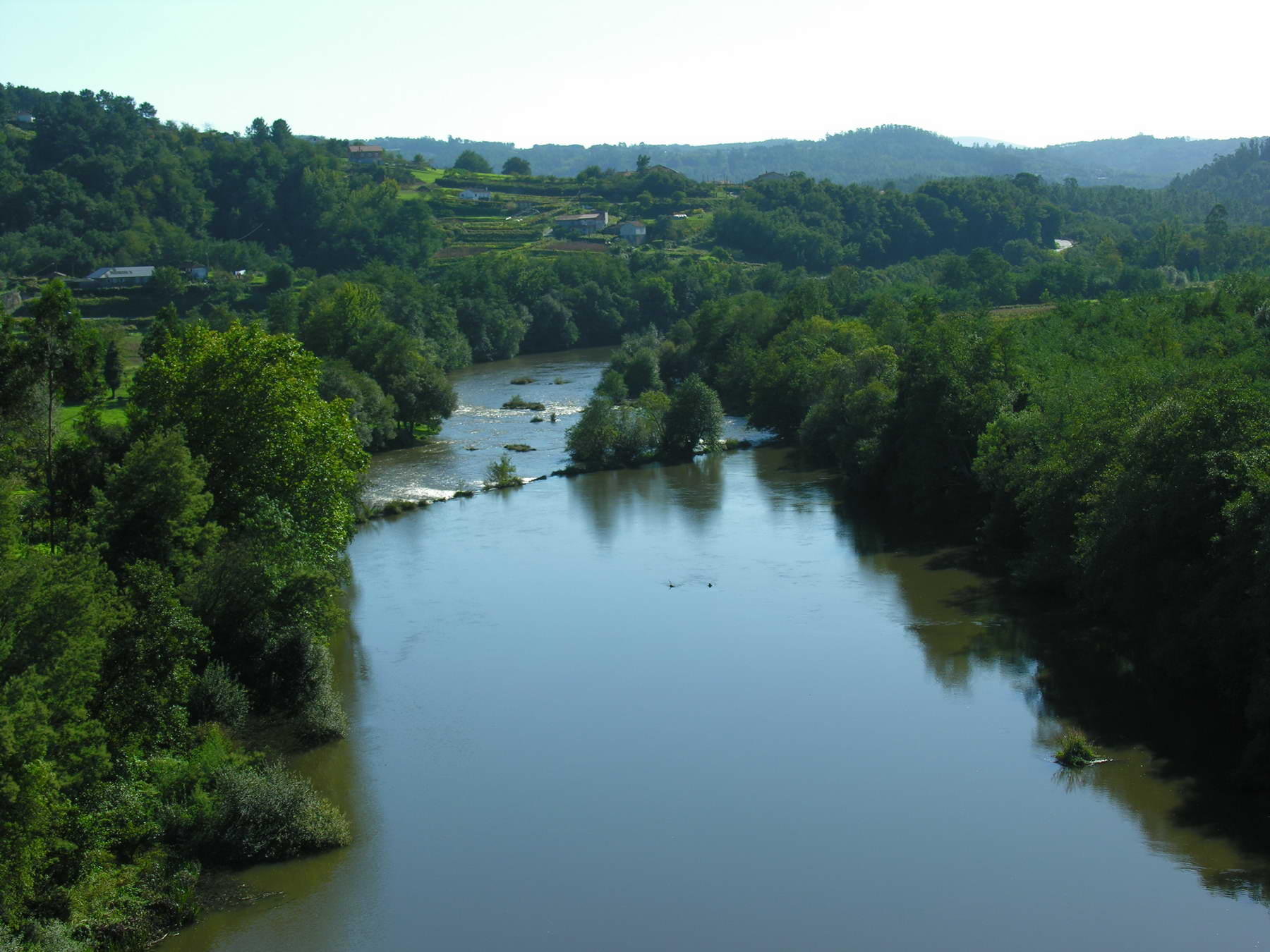
Río Ulla
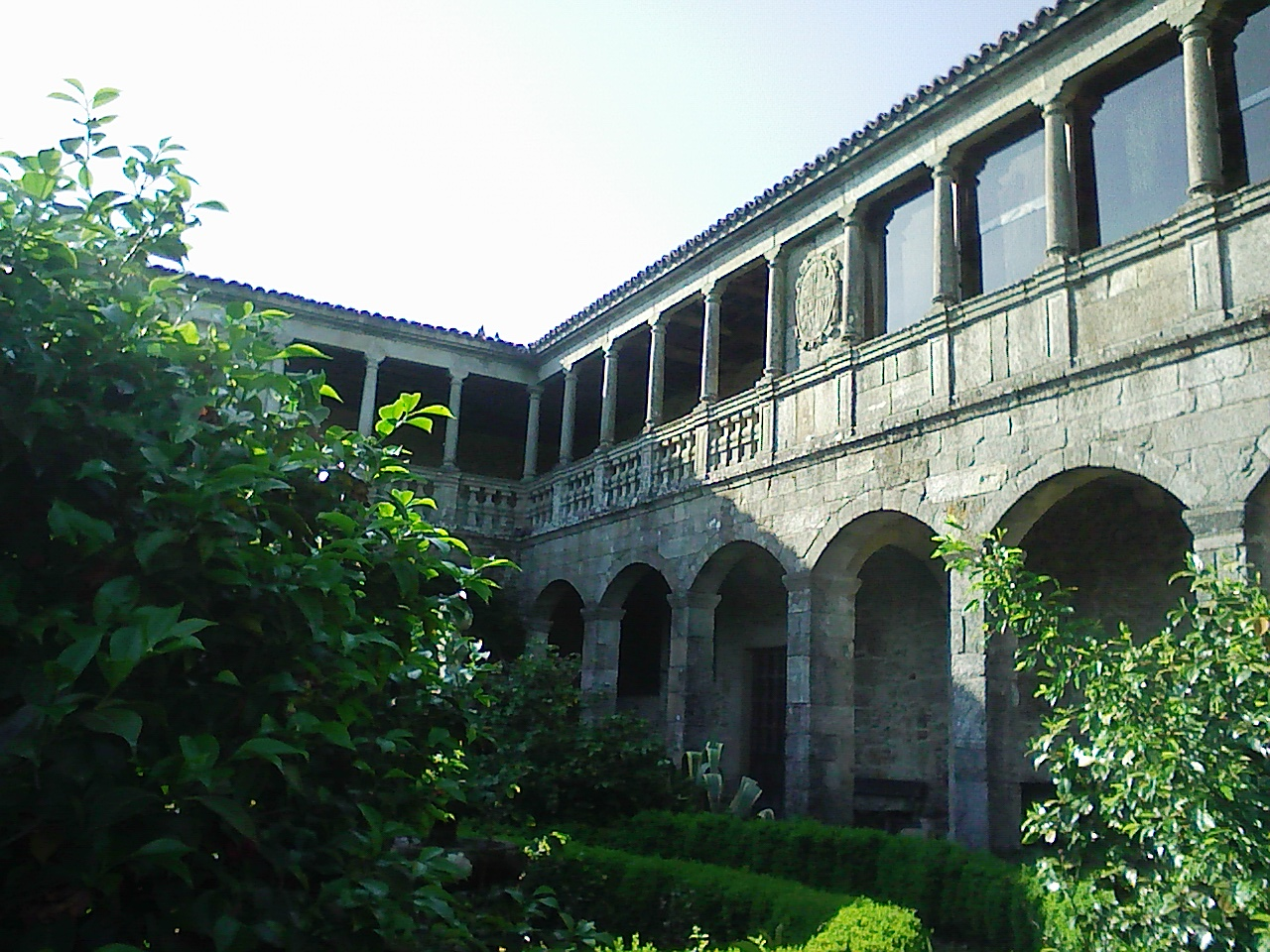
Pazo de Ximonde